# 7163 Barenboim
7163 Barenboim este un asteroid din centura principală, descoperit pe 24 februarie 1984, de Eleanor Helin și R. Scott Dunbar.